# 多小叶升麻
多小叶升麻（学名：Cimicifuga foetida var. foliolosa）为毛茛科升麻属下的一个变种。

## 扩展阅读
- 維基物種上的相關：多小叶升麻